# James Petras
James Petras (Boston, Estados Unidos, 17 de enero de 1937) es un sociólogo estadounidense conocido por sus estudios sobre el imperialismo, la lucha de clases y los conflictos latinoamericanos. Ha sido profesor de la Binghamton University de  Nueva York, la Universidad de Pensilvania,  y profesor adjunto en Saint Mary's University, de Halifax (Canadá).

## Vida y trabajo
Petras nació de un matrimonio griego, procedente de la isla de Lesbos. Su primer trabajo fue el de pescador, junto a su padre, a la edad de 14 años. Pese a esto, su interés por los estudios prevaleció, lo que le llevaría más tarde a obtener la licenciatura por la Boston University y doctorado de la University of California en Berkeley. Su nombramiento inicial en 1972 en la Binghamton University fue en el Departamento de Sociología. Los campos de su investigación fueron: Desarrollo, América Latina, el Caribe y los movimientos revolucionarios. Entre las distinciones recibidas durante su vida fueron; Western Political Science Association's the Best Dissertation Award (1968), la Career of Distinguished Service Award de la American Sociological Association's Marxist Sociology Section y el premio Robert Kenny por el mejor libro de 2002. 
Petras es autor de más de 62 libros publicados en 29 idiomas, y más de 600 artículos en revistas profesionales, incluyendo la American Sociological Review, British Journal of Sociology, Social Research, y Journal of Peasant Studies. Ha publicado más de 2000 artículos en publicaciones como el New York Times, The Guardian, The Nation, Christian Science Monitor, Foreign Policy, New Left Review, Partisan Review y Le Monde Diplomatique. Actualmente escribe una columna mensual para el diario mexicano, La Jornada, y previamente, para el diario español, El Mundo. Comenta también los hechos de la semana en su columna en CX36, Radio Centenario, de Montevideo, Uruguay.
Petras es actualmente miembro del colectivo editorial de Canadian Dimension y colabora en Counterpunch. 
Petras se describe a sí mismo como un "revolucionario y anti-imperialista" activista y escritor. Él ha trabajado con el movimiento de trabajadores de los sin tierra brasileño y el movimiento obrero en Argentina. Desde 1973-1976 Petras trabajó en el Tribunal Bertrand Russell sobre la represión en América Latina.
En su último libro, Rulers and Ruled in the U.S. Empire: Bankers, Zionists, Militants (2008), Petras se ocupa de lo que él considera una influencia decisiva de los sionistas norteamericanos en la política exterior de los EE. UU. Según su editor, Clarity Press, el libro expone la hegemonía mundial ejercida por "la clase dominante de financieros, la configuración de poder sionista". 
En The Power of Israel in the United States, Petras expone la tesis -señalada por otros autores como antisemita- de que los judíos son menos del 2% de la población, aún representan el 25-30% de las familias más ricas de Estados Unidos (citando a la revista estadounidense Forbes). Afirma que ejercen efectivamente su riqueza, por ejemplo (citando a Richard Cohen del Washington Post) - el suministro de 60% y el 35% del total de contribuciones a los partidos Demócrata y Republicano, respectivamente.
El día 1 de mayo de 2009 durante la trasmisión de un programa radial mexicano en la estación "XEDA-AM 1290 kHz Radio Trece", habló de la influenza humana llamándola una farsa.